# 652
652 је била преступна година.

## Догађаји
- Византијско-арапски ратови: Арапска флота под Абдулахом ибн Садом побеђује византијску флоту (500 бродова) код обале Александрије.
- Опсада Донголе: Рашидунска војска (5.000 људи) под Абдулахом ибн Садом опседа Донголу у Краљевини Макурија (савремени Судан).
- Краљ Ротари умире након 16-годишње владавине, а наследио га је његов син Родоалд као краљ Лангобарда.
- Осман ибн Афан успоставља споразум (Бакт) између Нубијаца и муслимана у Египту, који траје шест векова, укључујући данак од 400 робова годишње.
- У Јапану се припремају регистри за попис становништва. Педесет кућа је направљено као варош, а за сваку варош постављен је старешина. Куће су све повезане у групе од по пет ради узајамне заштите, са једним старешином да их надзире једну са другим. Овај систем је преовладавао све до ере Другог светског рата.